# Franciszek Przecinkowski
Franciszek Przecinkowski (ur. 17 września 1936,  zm. 16 grudnia 2005 r.) - Polski kolarz. W 1960 r. zajął III miejsce w Mistrzostwach Polski w Kolarstwie Przełajowym.
Zawodnik, a następnie trener sekcji kolarskiej Klubu Sportowego Stomil Poznań. Zmarł na skutek obrażeń odniesionych podczas treningu zawodników na torze kolarskim w Kaliszu. Po jego śmierci corocznie w Kórniku odbywa się Memoriał Franciszka Przecinkowskiego w kolarstwie szosowym.
Trener wielu młodych zawodników w kolarstwie, m.in. Filipa Przymusińskiego (triathlonisty), Tomasza Schmidta (wicemistrza Europy na torze w 2007 r. zdobywcy 5 medali mistrzostw Polski, zawodnika KTK Kalisz).
Współpracował m.in. z Kazimierzem Marchewką (trenerem kolarskim), Włodzimierzem Sosińskim (trenerem i działaczem Klubu Stomil Poznań), Ryszardem Pawlakiem (kolarzem, następnie trenerem, człowiekiem związanym z rowerami).